# Notiothauma reedi
Notiothauma reedi es una especie de insecto que es el único representante vivo de la familia Eomeropidae. Habita la zona costera de Chile central siempre en los sectores subandinos de Chile. Este insecto vive en lugares húmedos y boscosos, durante su etapa larvaria bajo raíces y la hojarasca. En estado adulto protegido bajo el dosel del bosque. La humedad que determina este ambiente es fundamental para el desarrollo de sus huevos.
Su alimentación consiste durante el estado adulto, en restos de animales muertos en estado de descomposición (saprófago). Fuera de lo señalado se desconocen muchos aspectos de su biología.